# Jeanne-Marie Desclaux
Pour les articles homonymes, voir Desclaux.
Jeanne-Marie Desclaux, née le 25 mars 1754 à Nailloux et morte le 21 mai 1831 à Toulouse, est une religieuse catholique française, cofondatrice et première supérieure de la Congrégation des religieuses de Notre-Dame de la Compassion.

## Biographie

### Une enfance au couvent
Jeanne-Marie naît le 25 mars 1754 à Nailloux, un petit village près de Toulouse. Le 3 mai 1758, alors qu'elle n'a que quatre ans, elle perd ses deux parents. C'est alors sa tante, Antoinette Desclaux, supérieure du Monastère du Bon-Pasteur de Toulouse qui accueille la petite orpheline au sein de son couvent. Jeanne-Marie se montre très docile et particulièrement pieuse pour son âge. Alors qu'elle n'a que treize ans, elle insiste pour devenir religieuse dans le monastère où elle est élevée, ce qu'elle désirait déjà depuis longtemps. 
En 1779, alors que Jeanne-Marie n'a que 25 ans, Mère Antoinette meurt à son tour. La communauté l’élit alors à l’unanimité pour succéder à sa tante comme supérieure du Bon-Pasteur.

### Le cauchemar de la Révolution
En décembre 1790, les révolutionnaires suppriment les communautés religieuses dont celle du Bon-Pasteur. Les sœurs sont ainsi expulsées de leur couvent de Saint-Cyprien et se regroupent avec Jeanne-Marie Desclaux, au sein de la maison Seilhan. Jeanne-Marie recrée alors clandestinement un lieu d’asile pour les chrétiens persécutés ainsi qu'un lieu où l’on peut prier et célébrer l'Eucharistie.
Mais les révolutionnaires la soupçonnent et, le 10 septembre 1794, ils l'arrêtent, ainsi que ses sœurs et son aumônier, l'abbé de Lespinasse-Champeaux, afin de les emprisonner dans la prison établie dans l'ancien monastère de Sainte-Catherine de Sienne, où ils subissent la même haine, les mêmes privations et les mêmes souffrances.
Cette expérience transforme la vie de Jeanne-Marie. Elle perçoit en effet sa place et sa mission dans l'Église : « Partager les souffrances de ses frères ».
Après la tourmente, les survivantes se regroupent à nouveau dans la maison devenue, en 1804, la propriété de l'abbé de Chièze, ancien vicaire général de Carcassonne. Mère Jeanne-Marie y vit durant quinze ans mais échoue à recréer sa communauté.

### La fondation des compassionistes
Le Père Chièse, qui connaît le chanoine Maurice Garrigou et son rêve de fonder une nouvelle congrégation, le présente à Jeanne-Marie. Elle a alors 63 ans. Au long de cet entretien, les deux religieux se mettent d'accord pour « réaliser ce que Dieu voudra ». Le père Garrigou lui propose la direction de l’Institut qu’il veut fonder et qu'il veut dédier à l'Ecce Homo ainsi qu'à Notre-Dame des Douleurs.
Mère Jeanne-Marie accepte sa proposition et ouvre aussitôt, avec ses sœurs, un pensionnat pour l’enseignement des jeunes filles ainsi qu'un ouvroir pour de jeunes ouvrières pauvres. Le 2 novembre 1817, la Congrégation des religieuses de Notre-Dame de la Compassion est officiellement créée. Jeanne-Marie se comporte alors comme une mère avec les religieuses qui forment peu à peu la congrégation. 
Quatorze ans plus tard, elle fait une chute et se fracture la hanche. Elle reste alors alitée pendant neuf mois et met fin à ses fonctions le 29 août 1830. Elle meurt finalement en odeur de sainteté le 21 mai 1831, à l'âge de 77 ans,.